# Alemanha nos Jogos Paralímpicos de Verão de 2012
A Alemanha foi um dos participantes dos Jogos Paralímpicos de Verão de 2012, em Londres, no Reino Unido.

## Medalhistas
| Atleta           | Esporte | Evento                            | Medalha |
| ---------------- | ------- | --------------------------------- | ------- |
| Sebastian Iwanow | Natação | 100 metros livre masculino - S6   | Prata   |
| Daniela Schulte  | Natação | 200 metros medley feminino - SM11 | Prata   |

## Desempenho

### Levantamento de peso
Masculino
| Atletas        | Evento  | Resultado | Posição |
| -------------- | ------- | --------- | ------- |
| Mario Hochberg | -100 kg | 170,0     | 10º     |

### Natação
Masculino
| Atletas           | Evento                 | Preliminares | Preliminares | Final       | Final       |
| Atletas           | Evento                 | Marca        | Posição      | Marca       | Posição     |
| ----------------- | ---------------------- | ------------ | ------------ | ----------- | ----------- |
| Sebastian Iwanow  | 50 metros livre - S6   | 31s29 Q      | 4º           | 30s83       | 4º          |
| Tobias Pollap     | 50 metros livre - S7   | 30s70 Q      | 8º           | 29s57       | 8º          |
| Daniel Simon      | 50 metros livre - S12  | 25s35 Q      | 5º           | 25s55       | 7º          |
| Swen Michaelis    | 100 metros livre - S6  | 1min14s44    | 11º          | Não avançou | Não avançou |
| Sebastian Iwanow  | 100 metros livre - S6  | 1min09s80 Q  | 1º           | 1min07s34   |             |
| Daniel Simon      | 100 metros livre - S12 | 56s59        | 10º          | Não avançou | Não avançou |
| Andre Lehmann     | 200 metros livre - S14 | 2min07s42    | 11º          | Não avançou | Não avançou |
| Sebastian Iwanow  | 400 metros livre - S6  | 5min33s28 Q  | 7º           | Não avançou | Não avançou |
| Christoph Burkard | 400 metros livre - S8  | 4min45s40 Q  | 7º           | 4min44s23   | 8º          |
| Torben Schmidtke  | 400 metros livre - S8  | 5min01s05    | 11º          | Não avançou | Não avançou |
| Lucas Ludwig      | 400 metros livre - S10 | 4min16s98 Q  | 4º           | 4min16s30   | 6º          |
| Daniel Simon      | 400 metros livre - S12 | 4min36s87 Q  | 7º           | 4min30s95   | 6º          |

Feminino
| Atletas         | Evento                   | Preliminares | Preliminares | Final       | Final       |
| Atletas         | Evento                   | Marca        | Posição      | Marca       | Posição     |
| --------------- | ------------------------ | ------------ | ------------ | ----------- | ----------- |
| Daniela Schulte | 200 metros medley - SM11 | 2min48s86    | 1º           | 2min49s57   |             |
| Elena Krawzow   | 200 metros medley - SM13 | 2min46s61    | 9º           | Não avançou | Não avançou |